# 酒井あきよし
酒井 あきよし（さかい あきよし、本名：酒井 昭義（※読みは左記と同じ）、1942年10月23日 - ）は、日本の脚本家。熊本県出身。最終学歴は明治大学文学部演劇科卒業。

## 来歴・人物
生家は漢方薬の店。浪曲語りの一座と一緒に各地を回って旅芝居の幕間に店主の父が漢方薬を売って歩くということも家業の一つであり、幼少の頃はこれに付いて行ったこともあったが、その幼少の頃に漢方薬店は閉店。高校は最初商業高校だったが、算盤が苦手だったこともあって退学し改めて普通高校に入学。その高校生時代から演劇をやっていた。大学生時代から日活に自らの脚本の原稿を持ち込むなどしていた。
大学卒業後、竜の子プロダクション（以下、タツノコプロ）に入社。同社の企画文芸部に在籍中の1972年、『樫の木モック』の第11話「母の愛が知りたいの」にて脚本家としてデビューした。同部では脚本のみならず企画にも積極的に携わった。
1977年、タツノコプロを退社し、時を同じくして同プロから独立した鳥海尽三率いる鳥プロの設立に参加。『宇宙魔神ダイケンゴー』の企画制作や、鳥海や陶山智との共同ペンネームで漫画原作を執筆するなどの活躍を見せたが、『科学忍者隊ガッチャマンF』の企画・脚本を最後に鳥プロは解散。
その後はフリーの脚本家として、ドラマ・アニメ等で活躍した。30代後半から実写テレビドラマの脚本にも進出。
現在は、アニメ制作会社「プロダクション リード（旧・葦プロダクション）」を仕事の拠点としている。なお、「葦プロダクション」の名付けの親である。

## 主な参加作品

### アニメ
- あさりちゃん（脚本）
- アニメ親子劇場（脚本）
- いなかっぺ大将（企画）
- 宇宙戦士バルディオス（原作・構成・脚本）
- 宇宙の騎士テッカマン（脚本・堀田史門のペンネームも併用）
- 宇宙魔神ダイケンゴー（原作・脚本・ED作詞）
- ウルトラマニアック（脚本）
- F-ZERO ファルコン伝説（シリーズ構成・脚本）
- おやゆび姫物語（脚本）
- 科学忍者隊ガッチャマン（脚本）
- 科学忍者隊ガッチャマンII（脚本）
- 科学忍者隊ガッチャマンF（脚本）
- 樫の木モック（脚本）
- カバトット（企画・文芸）
- 恐怖伝説 怪奇!フランケンシュタイン（脚本）
- けろっこデメタン（脚本）
- 光速電神アルベガス（脚本・ED作詞）
- ゴールドライタン（文芸・シリーズ構成・脚本）
- ゴワッパー5ゴーダム（企画）
- 昆虫物語 新みなしごハッチ（脚本）
- サイボーグ009（第2作）（脚本）
- 新造人間キャシャーン（脚本）
- ずっこけナイトドンデラマンチャ（脚本構成・脚本）
- トンデラハウスの大冒険（脚本）
- タイムボカンシリーズ
  - タイムボカン（企画）
  - ヤッターマン（企画・脚本）
  - ゼンダマン（企画・脚本）
  - タイムパトロール隊オタスケマン（脚本）
  - イタダキマン（シリーズ構成・脚本）
- ダッシュ勝平（脚本）
- てんとう虫の歌（企画・脚本）
- 遠山桜宇宙帖 奴の名はゴールド（脚本[3]）
- ときめきトゥナイト（脚本）
- とんでも戦士ムテキング（脚本）
- 那由他（脚本）
- 熱沙の覇王ガンダーラ（シリーズ構成・プロデューサー・脚本）
- VS騎士ラムネ&40炎（プロデューサー）
- パタリロ!（脚本）
- ビーストウォーズII 超生命体トランスフォーマー（プロデューサー）
- ビデオ戦士レザリオン（脚本）
- 百獣王ゴライオン（脚本）
- 風船少女テンプルちゃん（脚本）
- 破裏拳ポリマー（企画・脚本）
- ベムベムハンターこてんぐテン丸（脚本）
- Bビーダマン爆外伝V（シリーズ原案・脚本）
- 魔女っ子チックル（脚本）
- 魔装機神サイバスター（シリーズ構成・脚本）
- 魔法使いサリー（第2作）（脚本）
- 森の陽気な小人たちベルフィーとリルビット（脚本）
- 夢戦士ウイングマン（脚本）

### 特撮
- ぼくら野球探偵団
- 太陽戦隊サンバルカン
- 大戦隊ゴーグルファイブ

### ドラマ
- Gメン'75
- 早春物語
- あなたもスターになりますか
- 銭形平次
- ザ・サスペンス「ふたりの恋人」
- 木曜ドラマストリート「赤いこうもり傘」、「熱血女先生! まるでセンチな乙女のように」
- サーティーン・ボーイ
- スーパーポリス
- 痛快!婦警候補生やるっきゃないモン!
- どうぶつ通り夢ランド
- 水曜ドラマスペシャル「（秘）女保険調査員」、「（秘）女保険調査員2」
- 火曜サスペンス劇場 （NTV）
悪夢の五日間
- 熱血!新入社員宣言
- 長七郎江戸日記
- 刑事貴族2
- HOTEL
- 月曜・女のサスペンス「信玄伝説殺人事件」（1988年、TX）
- 新幹線'97恋物語
- 雪の蛍
- 月曜ミステリー劇場 (TBS)
やとわれ女将 菊千代の事件簿1-2（高橋孝之介と共同脚本）
駅前タクシー湯けむり事件案内2-3（高橋孝之介と共同脚本）

## メディア出演

### テレビ番組
- X年後の関係者たち 〜あのムーブメントの舞台裏〜 ＃87「サイボーグ009」（2025年3月17日、BS-TBS） - 早瀬マサト、井上和彦、高橋望と共に出演[4]